# Giulio Aristide Sartorio
 (juin 2024).
Pour les articles homonymes, voir Sartorio.
Giulio Aristide Sartorio, né le 11 février 1860 à Rome et mort le 3 octobre 1932 dans la même ville, est un peintre et réalisateur italien.

## Biographie
Giulio Aristide Sartorio a aussi collaboré avec Gabriele D'Annunzio dans un magazine intitulé The Banquet (1895-98)[réf. nécessaire] et a réalisé des films, notamment Le Sac de Rome (Il Sacco di Roma), coréalisé avec Enrico Guazzoni, en 1920.
En 1925, il est l'un des signataires du Manifeste des intellectuels fascistes, rédigé par Giovanni Gentile, ministre de l'Éducation.

## Œuvres
Ses œuvres les plus connues sont le diptyque Diane d'Éphèse et les esclaves et La Gorgone et les héros (1895-99) exposés à la galerie nationale d'Art moderne et contemporain, ainsi que la frise de la Chambre des Députés (1908-1912) du palais Montecitorio.

Œuvres de Giulio Aristide Sartorio
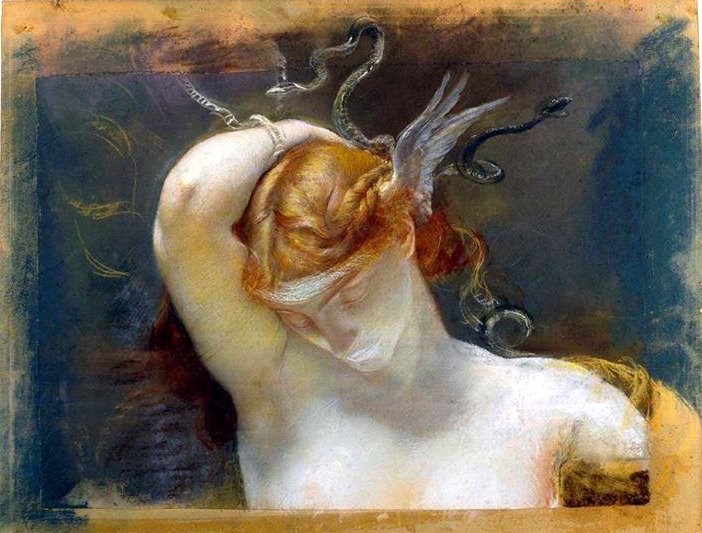
Étude pour La Gorgone et les héros, 1895, Rome, galerie nationale d'Art moderne et contemporain.
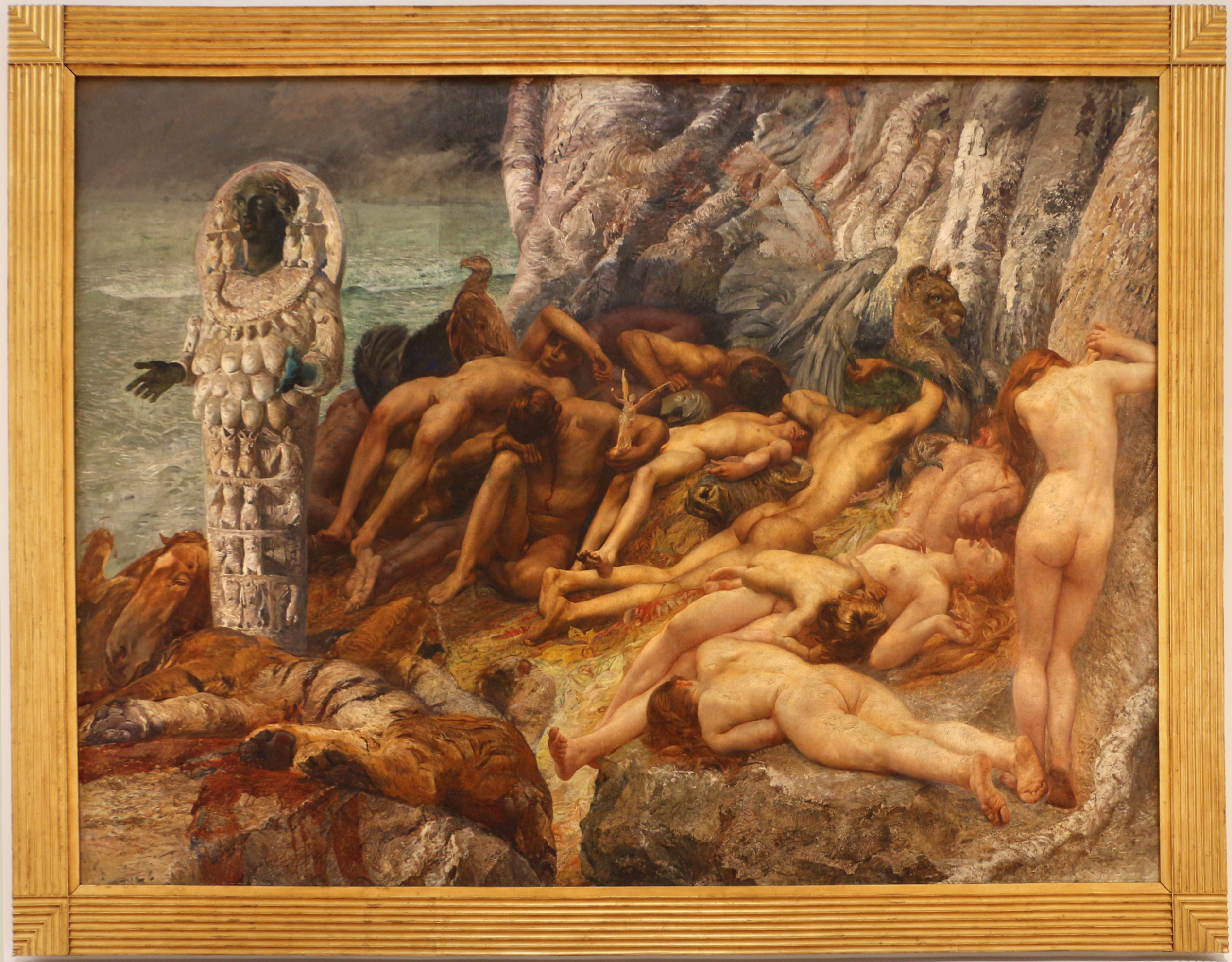
Diane d'Ephèse et les esclaves, entre 1895 et 1899, Rome, galerie nationale d'Art moderne et contemporain.
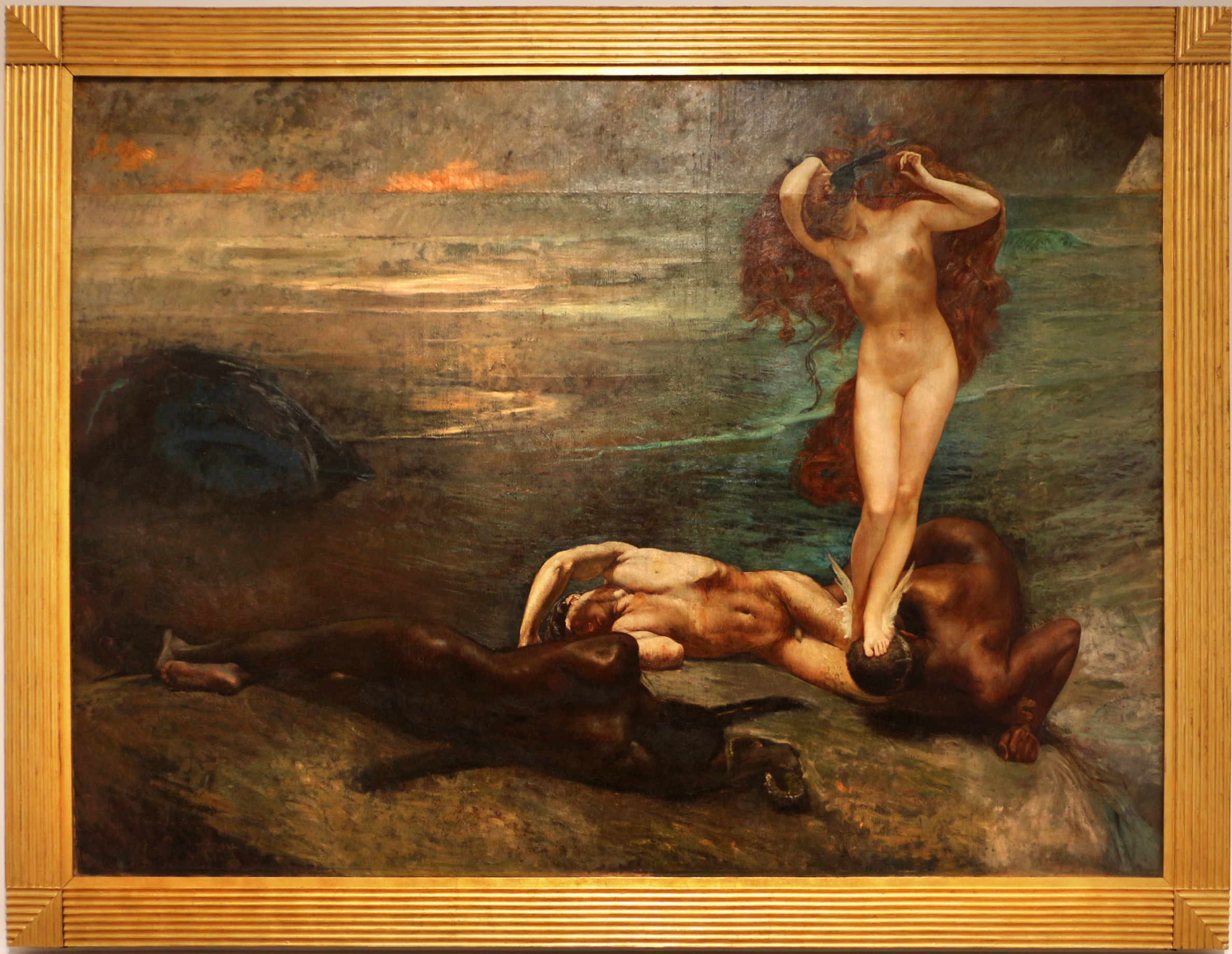
La Gorgone et les héros, 1899, Rome, galerie nationale d'Art moderne et contemporain.
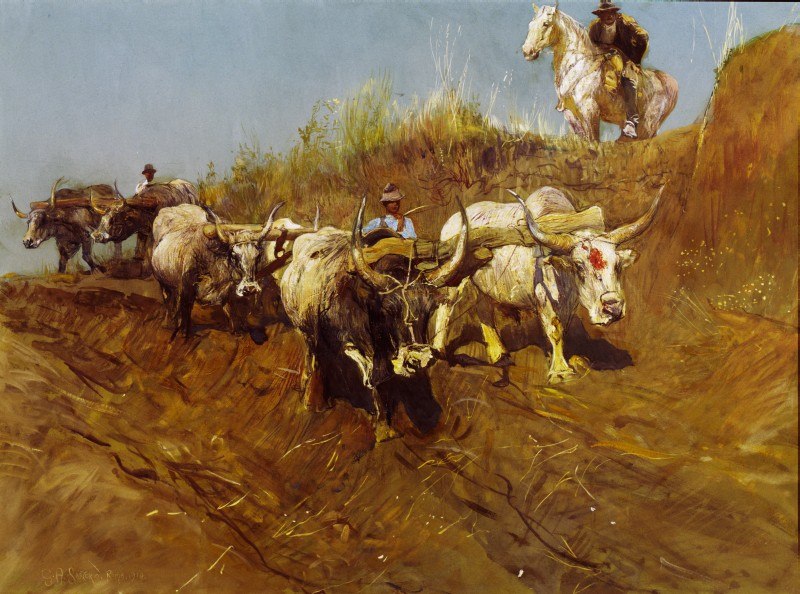
Labour de Novembre ou Buoi all'aratro (Vedute della campagna romana), 1914, Milan, Fondazione Cariplo.

## Filmographie
- 1920 : Le Sac de Rome (Il Sacco di Roma), coréalisé avec Enrico Guazzoni.
- 1921 : La leggenda di San Giorgio.